# 卡拉卡拉
马尔库斯·奥列里乌斯·安托尼努斯（拉丁語：Severus Antoninus Augustus），小名為卡拉卡拉（拉丁語：Caracalla，188年4月4日—217年4月8日），是塞普蒂米乌斯·塞维鲁的大儿子和罗马皇帝（198年－217年）。他杀死他的弟弟塞普提米乌斯·盖塔和盖塔的支持者近2萬人来巩固他的皇位。在他统治期间主要事件如下：
- 颁布卡拉卡拉法令，所有罗马帝国出身自由的人将被给予完整的罗马公民权，以增加提供税收与服役的居民数量。然而，由於羅馬公民不需要繳交所得稅，此舉反而造成羅馬帝國稅金暴減。
- 降低了罗马硬币25%含银量，以支付古罗马军团的开销。
- 在罗马城外建立了一座庞大的公共浴场，其遗址至今保留，被称为卡拉卡拉浴场。
- 建造多座行宫，同时提高禁卫军士兵的薪资，严重加剧帝国的财政负担并使禁卫军愈加骄纵。

## 登基及统治
卡拉卡拉是柏柏尔人和阿拉伯人后裔，是罗马皇帝塞普提米乌斯·塞维鲁和茹莉亚·多姆娜（Julia Domna）的儿子。他出生时名字为卢基乌斯·塞普提米乌斯·巴西亚乌斯（Lucius Septimius Bassianus），七岁时改为馬爾庫斯·奧列里烏斯·安托尼努斯（Marcus Aurelius Antoninus）以加强与馬爾庫斯·奧列里烏斯家族的关系。之后他的小名改为卡拉卡拉，也是日后使他广为人知的名字。
他的父亲塞维鲁于193年登基，于211年在一次去北方领地的旅行中逝世。卡拉卡拉和弟弟盖塔被宣布为共治皇帝。然而卡拉卡拉想当一名独裁者，就暗杀了盖塔、前岳父盖乌斯·富尔维乌斯·普罗汀纳斯（Gaius Fulvius Plautianus）和他的前妻弗拉维·普罗提拉（Fulvia Plautilla）。随后卡拉卡拉处死了盖塔的支持者，并让元老院立法通過一项除忆诅咒，消除盖塔的功迹记录。
213年，卡拉卡拉巡視萊茵河防線與日爾曼長城（Limes Germanicus），大約半年的時間，他將在五賢帝時代只有壕溝和柵欄的地方加強成由石頭與磚瓦所組成的防線。
卡拉卡拉宣称其杀死盖塔是出于自卫，亚历山大港的居民因此写了一个讽刺的剧本来嘲笑这个事件和卡拉卡拉的其它暴行。215年，卡拉卡拉在亚历山大港的人们组织起来欢庆他的到来时，出人意料地处死了领头人物，并让他的军队烧杀掠夺了整个城市。
卡拉卡拉执政期间下令建造了古罗马保留下来的最重要的古建筑之一——卡拉卡拉浴场，这是当时建造的最大的公共浴场。其中最大的房间比圣伯多禄大殿还要大，可以容纳2000名罗马居民同时沐浴。浴场于216年对外开放，包括私人包房，修饰华丽。

## 垮台
卡拉卡拉是一个军事独裁者，喜欢战争。217年，他从埃德萨出发，准备与安息帝國开战，却颇具讽刺地在哈兰附近被卫士茹利乌斯·马尔提亚利斯（Julius Martialis）暗杀。赫罗提安（Herodian）认为原因是马尔提亚利斯的哥哥于几日前被卡拉卡拉以一项没有证实的罪名处死，而卡西乌斯·狄奥（Cassius Dio）则认为是由于玛尔提亚利斯没有提升为百夫长而产生怨恨，爱德华·吉本在编篡《罗马帝国衰亡史》时采用了后者的说法，并认为刺杀行为是马克里努斯挑拨所致。
卡拉卡拉的继任者是负责帮他处理行政事务的禁卫军长官马克里努斯，也是卡拉卡拉的反对者之一。
2024年电影《角斗士2》中 佛列德·海辛尔饰演卡拉卡拉。

## 传说中的不列颠国王
英国教士蒙默思的杰弗里所著的关于英国王室历史的著作《不列顛諸王史》中将卡拉卡拉——书中为巴西亚乌斯（Bassianus）——描写为不列颠之王。在塞维鲁去世后，罗马人希望盖塔作为不列颠之王，但是不列颠人更倾向于巴西亚乌斯，因为他的母亲是不列颠人。之后两兄弟之间的战争中，盖塔被处死，巴西亚乌斯就继承了王位。他一直执政到被皮克特族盟友背叛，卡劳修斯取代了他的为止。卡劳修斯在杰弗里的书中是一个不列颠人，然而他其實是高卢人。